# 利物浦鎮區 (伊利諾伊州富爾頓縣)
利物浦鎮區（英語：Liverpool Township）是位於美國伊利諾伊州富爾頓縣的一個行政鎮區。

## 地方資料
根據2010年美國人口普查的數據，利物浦鎮區的面積為109.00平方千米，當中陸地面積為104.20平方千米，而水域面積為4.80平方千米。當地共有人口528人，而人口密度為每平方千米4.84人。